# Шостенко Іван Іванович
Іван Іванович Шостенко (17 жовтня 1864 року, Харківська губернія, Російська імперія — 1936 рік, Зелений Гай, Борівської громади, Ізюмського району Харківської області, УРСР, СРСР) — працівник правоохоронних органів часів Російської імперії,надвірний радник, помічник поліцмейстера у м. Харкові. Спадковий почесний громадянин міста.

## Життєпис
Народився у сім'ї спадкового дворянина, у Харківській губернії. Закінчив фельдшерську школу при Харківському ветеринарному інституті. З 1888 р. служив у Харківській міській поліції. Починав службу з нижніх чинів, а 1902 р. був призначений помічником Харківського поліцмейстера та неодноразово виконував його обов'язки. Займався питаннями паспортного контролю, підтриманням міжнаціональної згоди. Пройшов всі штабелі поліцейської служби від навколоточного наглядача до в.о. поліцмейстера у 1914 році, здобувши авторитет та повагу мешканців міста та товаришів по службі.
Так, 30 листопада 1910 року відбулося вшанування помічників харківського поліцмейстера І. І. Шостенка та І. Ф. Сизова. Старші чини харківської міської поліції — начальник розшукового відділення С. А. Богуславський, пристава: В. І. Ясинський, г. Гранковський, Р. Р. Бєлікович, Н. Н. Коронацький та М. С. Римський-Корсаков, — з дозволу г. начальника губернії піднесли їм витончені срібні портсигари з красивими вензелями та факсиміле.
Багато зробив для благоустрою, підтримання санітарного порядку у місті, виявляв енергійну діяльність з виявлення квартирних злодіїв та розшуку викраденого ними майна. Містоначальництвом особливо наголошувалося на забезпечення їм зразкового порядку при перенесенні чудотворної ікони Озерянської Божої матері з Курязького монастиря до Харківського храму. Головував у комісії з надання висновку щодо придатності до поліцейської служби, дав дозвіл на відкриття дерев'яного звіринця у квітні 1911 року у Харкові. Виконував функції цензора щодо гастролей,концертів, спектаклей. На програмах театра Синельникова М. М. був його підпис «Дозволяю».
Мешкав на вулиці Мироносицькій, 69. Мав будинки у Васищево і Зеленому Гаю. Після революції був запрошений громадським комітетом служити інспектором  харківської міліції  . Щодня він поїздом їхав із Зеленого Гаю до Харкова на роботу. Був депутатом Зеленогайської селищної ради. Помер у Зеленому Гаю у 1936 році своєю смертю перед початком смуги сталінських репресій.

## Нагороди
- орден Святого Станіслава III та II ст.,
- орден Святої Анни III та II ст.,
- срібна медаль на згадку про роки правління імператора Олександра III.

## Родина
Сім'я за даними Харківської Духовної консисторії у 1910 році складалась з спадкового почесного громадянина Івана Івановича Шостенко 45 років, дружини Марії Володимирівни Ямпольської 37 років, дітей: Володимира 19, Івана 16, Анатолія 15, Бориса 13, Марії 11, Федіра 8, Василя 7, Антоніни 5, Олени 4 років відповідно.
Дружина персоналії викладала музику, дочка згодом навчалась в Сорбонні.
Серед нащадків персоналії технічний редактор театральної газети Шостенко Іван Іванович молодший (1894—1938?), репресований за належність до української націоналістичної контреволюційної організації у 1937 році, його син, актор  Архангельського театру драми,   в'язень ГУЛАГу Шостенко В'ячеслав Іванович (1922—1998)   ,  режисер, літературний критик Шостенко Володимир Іванович (1891—1957), його дружина, невістка персоналії  професорка, екологіня Десятова-Шостенко Наталія Олексійовна (1889—1968). Вони наприкінці ІІ Світової війни емігрували до Франції та підтримували зв'язок з родиною через Шостенко Федіра Івановича (1902-?), який мешкав в Болгарії. Далі генеалогічне древо продовжили син Шостенко В. І. та Десятової-Шостенко Н. О. кандидат хімічних наук, завідувач відділу ДНЦЛЗ Шостенко Юрій Володимирович (1919—1999), їх онук науковий співробітник ІРЕ АН УРСР та УкрНДІ екології, кадидат в мастери спорту з туризму Шостенко Олексій Юрійович (1947), незмінний лектор Харківського планетарію (з 1968 року), онука Анатолія Івановича Шостенко , авторка книжок для дітей про Всесвіт Бершова  Наталія Костянтинівна (в дівоцтві Шостенко) (1943—2025). Деякі з них також пов'язані генеалогічними коріннями з родинами охтирського міського голови Милославського Івана Миколайовича та професора геоморфолога Дмитрієва Миколи Ізмайловича

## Цікавінки
Був знайомий та опікувався долею співака Шаляпіна Федіра Івановича, який часто «налагоджував» своє горло у харківського отоларинголога Сурукчі С. Г. Переховував від охранки професійного революціонера Сергєєва Ф.А (Артема).

## Память
Вшанування діяльності Шостенко І.І як правоохоронця наводиться у доповідях на краєзнавчих читаннях та публікаціях Берліна В. Д.